# 新深江站
新深江站（日语：／ Shin-fukae eki */?）是位於日本大阪府大阪市東成區，屬於大阪市高速電氣軌道（大阪地下鐵）千日前線的鐵路車站。車站編號是S21。

## 歷史
- 1969年（昭和44年）9月10日，5號線（現在的千日前線）之今里站～新深江站間開通時，為同線終着站開業。
- 1997年（平成9年）8月29日，長堀鶴見綠地線向南巽延伸，成為途中站。

## 車站構造
本站為島式月台1面2線的地下車站。東西兩邊各設有驗票閘口，但只有東側設有升降機。

### 月台配置
| 月台 | 路線     | 目的地                           |
| ---- | -------- | -------------------------------- |
| 1    | 千日前線 | 南巽方向                         |
| 2    | 千日前線 | 鶴橋、難波、阿波座、野田阪神方向 |

## 利用狀況
2018年11月13日1日上下車人次為12,680人（上車人次：6,470人，下車人次：6,210人）。
| 年度               | 調查日   | 上車人次 | 下車人次 | 上下車人次 |
| ------------------ | -------- | -------- | -------- | ---------- |
| 1985年（昭和60年） | 11月12日 | 6,666    | 6,558    | 13,224     |
| 1987年（昭和62年） | 11月10日 | 6,683    | 6,509    | 13,192     |
| 1990年（平成02年） | 11月06日 | 7,268    | 6,924    | 14,192     |
| 1995年（平成07年） | 2月15日  | 6,568    | 5,896    | 12,464     |
| 1998年（平成10年） | 11月10日 | 6,318    | 6,003    | 12,321     |
| 2007年（平成19年） | 11月13日 | 6,578    | 6,398    | 12,976     |
| 2008年（平成20年） | 11月11日 | 6,772    | 6,480    | 13,252     |
| 2009年（平成21年） | 11月10日 | 6,477    | 6,222    | 12,699     |
| 2010年（平成22年） | 11月09日 | 6,356    | 6,204    | 12,560     |
| 2011年（平成23年） | 11月08日 | 6,175    | 5,911    | 12,086     |
| 2012年（平成24年） | 11月13日 | 6,239    | 5,988    | 12,227     |
| 2013年（平成25年） | 11月19日 | 6,233    | 6,026    | 12,259     |
| 2014年（平成26年） | 11月11日 | 6,186    | 5,943    | 12,129     |
| 2015年（平成27年） | 11月17日 | 6,442    | 6,169    | 12,611     |
| 2016年（平成28年） | 11月08日 | 6,136    | 5,942    | 12,078     |
| 2017年（平成29年） | 11月14日 | 6,409    | 6,229    | 12,638     |
| 2018年（平成30年） | 11月13日 | 6,470    | 6,210    | 12,680     |

## 巴士路線
多為大阪市營巴士。

### 「地下鐵新深江」停留所

#### 北行
- 86號系統　上新庄站前 行
  - 地下鐵新深江 - 地下鐵深江橋 - 地下鐵今福鶴見 - 清水小學校前 - 豊里 - 上新庄站前
- 86C號系統　新森公園前 行
  - 地下鐵新深江 - 地下鐵深江橋 - 地下鐵今福鶴見 - 新森公園前
- 東成環状内回り（赤巴士）
  - 地下鐵新深江 - 地下鐵深江橋 - 地下鐵綠橋 - 地下鐵今里 - 地下鐵新深江（循環）

#### 南行
- 86號系統　布施站前 行
  - 地下鐵新深江 - 布施駅前
- 東成環状外回（赤巴士）
  - 地下鐵新深江 - 地下鐵今里 - 地下鐵綠橋 - 地下鐵深江橋 - 地下鐵新深江（循環）

## 相鄰車站
大阪市高速電氣軌道（大阪地下鐵）
 千日前線
今里（S-20）－新深江（S-21）－小路（S-22）

## 外部連結
- 車站Guide：新深江 - Osaka Metro